# Kandos
Kandos är en ort i Australien. Den ligger i kommunen Mid-Western Regional och delstaten New South Wales, i den sydöstra delen av landet, omkring 160 kilometer nordväst om delstatshuvudstaden Sydney. Antalet invånare är 1 335.
Trakten runt Kandos är nära nog obefolkad, med mindre än två invånare per kvadratkilometer.. Kandos är det största samhället i trakten. 
I omgivningarna runt Kandos växer huvudsakligen savannskog. Genomsnittlig årsnederbörd är 902 millimeter. Den regnigaste månaden är februari, med i genomsnitt 182 mm nederbörd, och den torraste är oktober, med 21 mm nederbörd.